# Neotima lucullana
Neotima lucullana är en nässeldjursart som först beskrevs av Delle Chiaje 1822.  Neotima lucullana ingår i släktet Neotima och familjen Eirenidae. Inga underarter finns listade i Catalogue of Life.